# سیارک ۱۱۵۵۶۱
سیارک ۱۱۵۵۶۱ (به انگلیسی: 115561 Frankherbert، نامگذاری:2003UF80) صد و پانزده هزار و پانصد و شصت و یکمین سیارک کشف شده‌است که در ۲۰ اکتبر ۲۰۰۳ کشف شد.